# Саттон Юнайтед
«Са́ттон Юна́йтед» (англ. Sutton United Football Club) — английский профессиональный футбольный клуб из Саттона, города в одноименном округе на юге Внешнего Лондона. Образован в 1898 году. Домашние матчи проводит на стадионе «Гандер Грин Лейн», вмещающем около 5 тысяч зрителей.
Выступает в Национальной лиге, пятом по значимости дивизионе в системе футбольных лиг Англии.

## История

### Ранние годы
«Саттон Юнайтед» был основан 5 марта 1898 года, когда представители любительских футбольных клубов «Саттон Гуилд Роверс» и «Ассоциации Саттона» (ранее «Саттон Сент Барнабас») договорились об объединении на встрече в Робин Гуд Отеле.
Новый клуб постепенно завоевал любовь местных болельщиков, выступая в разных молодежных лигах, а в 1910 году было принято окончательное решение выступать и взрослым составом. Команда выступала в Южной Пригородной лиге, где смогла победить с первой попытки. В этот период клуб играл на нескольких стадионах, в том числе стадионе Вечерней школы Саттона, на который он переехал окончательно после Первой мировой войны, и более никогда его не покидал.

### Афинская лига
В 1921 году «Саттон Юнайтед» был избран в любительскую Афинскую лигу. В 1926 году команда заняла в ней последнее место, но была переизбрана и не покинула соревнование. Два года спустя, клуб впервые выиграл этот чемпионат. Тридцатые годы стали для команды более успешными, клуб смог дважды выйти в полуфинал любительского Кубка Англии (в 1929 и 1937 годах).
Во время Второй мировой войны, команда продолжала играть, но намного реже, Афинская лига была расформирована, а другие соревнования проводились намного реже. В конце войны Афинская лига была воссоздана и «Саттон Юнайтед» завоевал этот трофей во второй раз. Через год клуб впервые выиграл Кубок графства Суррей и вышел в первый раунд Кубка Англии.
Пятидесятые годы не принесли клубу трофеев, хотя ощущался постоянный прогресс, кроме того активы клуба были переданы в общество с ограниченной ответственностью, что было необычно для того времени. Именно тогда была построена основная трибуна на клубном домашнем стадионе, которая на данный момент вмещает 700 зрителей. После прихода в клуб главного тренера Джорджа Смита в 1956 году, команда смогла в третий раз выиграть Афинскую лигу, а также впервые завоевать любительский Кубок Лондона. Прогресс продолжался и в шестидесятых годах под управлением Сида Канна. Этот период можно назвать одним из самых успешных в истории клуба, так как в 1963 году команда впервые вышла в финал любительского Кубка Англии, но на стадионе Уэмбли уступила команде «Уимблдон».

### Истмийская лига
Летом, после успеха в кубке, «Саттон Юнайтед» избирают уже в полупрофессиональную Истмийскую лигу, которую клуб завоевывает в 1967 году. Двумя сезонами позднее, команда в статусе фаворита вновь выходить в финал любительского Кубка Англии, но на этот раз проигрывает клубу «Норт Шилдс».
В 1970 году команду ждал еще один кубковый успех, в третьем раунде Кубка Англии она победила «Хиллингдон Боро», и по жеребьевке сыграла в четвертом раунде с «Лидс Юнайтед», что под управлением Дона Реви, переживал лучший период в своей истории, и являлся на тот момент одной из лучших европейских команд. Матч состоялся на домашнем стадионе «Саттон Юнайтед», где в присутствии 14000 зрителей Лидс, полностью составленный из игроков сборных, победил со счетом 0:6.
В следующем десятилетии команда не добивалась каких либо серьезных успехов. Наибольшим достижением того времени была победа в Англо-итальянском кубке в 1979 году. Это был единственный раз когда английский клуб побеждал в этом турнире в эру полупрофессионалов.
Вскоре после победы в Англо-итальянском кубке главный тренер клуба перешел в шведский «Мальмё» и управление взял на себя Барри Уильямс. Он вывел «Саттон Юнайтед» в финал Трофея Футбольной ассоциации на стадионе Уэмбли в 1981 году, но команда снова проиграла, на этот раз «Бишопс-Стортфорд». Это было последнее выступление команды на старом Уэмбли, месте, что принесло много разочарований клубу. Под управлением Барри Уильямса клуб еще дважды доходил до финала Англо-итальянского кубка, в 1980 и 1982 годах, но вновь победить в этом турнире не удалось. Также команда финишировала второй в Истмийской лиге в 1982 году, а в 1983 году сделала так называемый требл, выиграв любительские Кубок графства Суррей и Кубок Лондона, а также полупрофессиональный Кубок Истмийской лиги. Победа в Кубке Суррея была первой из шести подряд, выигранных клубом в период с 1983 по 1988 годы.

### Национальная лига
«Саттон Юнайтед» выиграл Истмийскую лигу во второй раз в 1985 году и подал заявку на повышение в Южную Национальную лигу, но получил отказ из-за проблем со стадионом. В 1999 году клуб снова завоевал Истмийскую лигу, благодаря чему все же добился повышения после помощи болельщиков в реконструкции стадиона. Постепенно команде удалось закрепиться в ней, часто финишируя в середине таблицы. В сезоне 2015/2016 года клуб смог занять первое место и повыситься в Национальную лигу, которую команда выиграла под управлением Мэтта Грея в сезоне 2020/2021 года и впервые за своё существования перейшла в профессиональную Лигу 2 (четвертый по значимости дивизион в системе футбольных лиг Англии).

### Кубок Англии
За свою историю клуб неоднократно принимала участие в этом соревновании, сумев в сезоне 2016/2017 года выйти в пятый раунд. 20 февраля 2017 года команда на домашнем стадионе проиграла лондонскому «Арсеналу» со счётом 0:2, при этом став девятым клубом не из профессиональной английской лиги с 1945 года, сумевшим добраться до этой стадии отбора.

## Достижения
| Лига/Кубок                          | Количество побед | Год                                                                                      |      |      |      |
| Лига                                | Лига             | Лига                                                                                     | Лига | Лига | Лига |
| ----------------------------------- | ---------------- | ---------------------------------------------------------------------------------------- | ---- | ---- | ---- |
| Национальная лига Юг                | 1                | 2015/16                                                                                  |      |      |      |
| Истмийская лига Премьер дивизион    | 5                | 1966/67, 1984/85, 1985/86, 1998/99, 2010/11                                              |      |      |      |
| Афинская лига                       | 3                | 1927/28, 1945/46, 1957/58                                                                |      |      |      |
| Кубки                               |                  |                                                                                          |      |      |      |
| Англо-итальянский кубок             | 1                | 1979                                                                                     |      |      |      |
| Кубок вызова Афинской лиги          | 4                | 1946, 1956, 1962, 1963                                                                   |      |      |      |
| Кубок Футбольной конференции        | 1                | 1991                                                                                     |      |      |      |
| Кубок Истмийской лиги               | 4                | 1983, 1984, 1986, 1998                                                                   |      |      |      |
| Кубок полных членов Истмийской лиги | 2                | 1992, 1996                                                                               |      |      |      |
| Кубок Лондона                       | 2                | 1958, 1983                                                                               |      |      |      |
| Кубок Южной Темзы                   | 3                | 1955, 1967, 1968                                                                         |      |      |      |
| Кубок графства Суррей               | 15               | 1946, 1965, 1968, 1970, 1980, 1983, 1984, 1985, 1986, 1987, 1988, 1993, 1995, 1999, 2003 |      |      |      |

## Форма

### Домашняя
| 2013/14 | 2015/16 | 2016/17 | 2018/19 | 2021/22 | 2022/23 |

### Гостевая
| 2021/22 | 2022/23 |